# Nazionale femminile di pallacanestro di Singapore
La nazionale femminile di pallacanestro di Singapore è la rappresentativa cestistica di Singapore ed è posta sotto l'egida della Federazione cestistica di Singapore.

## Piazzamenti

### Campionati asiatici
- 1968 - 8°
- 1970 - 7°
- 1976 - 5°
- 1978 - 6°
- 1980 - 8°

- 1982 - 5°
- 1984 - 6°
- 1986 - 8°
- 1988 - 9°
- 1990 - 11°

- 1997 - 13°
- 2005 - 12°
- 2007 - 11°
- 2011 - 11°
- 2017 - 13°

## Formazioni

### Campionati asiatici
Campionato asiatico femminile di pallacanestro 20054 Li, 5 Tan, 6 Yao, 7 Chiev, 8 Zhao, 9 Zhou, 10 Sai, 11 Li, 12 Aw Xue, 13 Toh, 14 Lim, 15 Tan,        All. -
Campionato asiatico femminile di pallacanestro 20074 Poon, 5 Neo Hui Lin, 6 Ong Hui Ying, 7 Ho, 8 Tan, 9 Zhou, 10 Lee, 11 Koh, 12 Ja. Ang, 13 Ju. Ang, 14 Tan Su Hui, 15 Tan Yun June,        All. -
Campionato asiatico femminile di pallacanestro 20115 Ang, 6 Lim J., 7 Sunakro, 8 S. Tan, 9 Lim S., 10 A. Lim, 11 Koh, 13 J. Tan, 14 Sim, 15 Tang,        All. Chiew Poh-leng
Campionato asiatico femminile di pallacanestro 20171 Chu, 5 S. Ang, 6 J.M. Lim, 7 See, 8 Tan, 9 Z. Lim, 11 Koh, 12 Tang, 15 Poon, 19 R. Lim, 21 Yoshida, 22 Loiter,        All. Kirk Murad